# 井上乃武
井上 乃武（いのうえ のぶ、1969年 - ）は、日本の児童文学研究者。児童文学・ライトノベルを専門とする文芸評論家。

## 経歴・人物
宮城県生まれ。
1999年から日本児童文学者協会の有志が運営する「児童文学評論研究会」で活動を始める。2002年、大学院に入学し本格的に学究を開始。2007年5月には、「ファンタジー児童文学の可能性に関する考察 - 小沢正・岡田淳論」で第3回日本児童文学者協会評論新人賞佳作となる。2009年、「戦後日本児童文学における「テクスト内ファンタジー」の問題」で東京都立大学より博士（文学）の学位を授与される。首都大学東京非常勤講師を経て、現在、東京都立産業技術高等専門学校非常勤講師。千葉大学文学部でも非常勤講師として教鞭をとる。

## 学位論文
- 「戦後日本児童文学における「テクスト内ファンタジー」の問題」（博士論文、東京都立大学 (1949-2011)甲種1090号、2009年3月25日学位授与）

## 単行本

### 共著
- 「ライトノベルと児童文学の「あいだ」」 （一柳廣孝, 久米依子共編著、青弓社、『ライトノベル研究序説』収録） 2009年4月
- 「「語り」の問題性とその向こう側にあるもの - 天沢退二郎における二元論の問題」（一柳廣孝, 吉田司雄共編著、青弓社、『ナイトメア叢書 7 (闇のファンタジー)』収録） 2010年8月
- 「「物語」の誕生 - 上遠野浩平『ブギーポップ』シリーズにおける「幻想」の問題」（一柳廣孝, 久米依子共編著、青弓社、『ライトノベル・スタディーズ』収録） 2013年10月

## 雑誌掲載

### 学術論文
- 「ファンタジーは現実の道具じゃない - 天澤退二郎『光車よ、まわれ!』論」（論樹の会/編、『論樹』16号掲載） 2002年12月
- 「「加工」されるファンタジー - 上橋菜穂子「守り人」シリーズにおける作品内ファンタジー世界の問題」（論樹の会/編、『論樹』17号掲載） 2003年12月
- 「架空児童文学論のための断章 - 那須正幹『屋根裏の遠い旅』論」（論樹の会/編、『論樹』18号掲載） 2004年12月
- 「「物語批判」もしくは「主体の変容」論への序章 - 岡田淳『はじまりの樹の神話』の問題」（論樹の会/編、『論樹』19号掲載） 2005年12月
- 「テクスト内存在によるテクスト創造は可能か? - 岡田淳『扉のむこうの物語』における「物語批判」の問題」（『日本近代文学会』編集委員会/編、『日本近代文学』第76集 掲載） 2007年5月
- 「理論は差異を語りうるか - 東浩紀「ゲーム的リアリズム」と『選ばれなかった冒険』『十二国記』」（（コンテンツ文化史学会/編、『コンテンツ文化史研究』4号掲載） 2010年10月
- 「物語を「読む」ということ - 荻原規子作品における物語受容の問題」（大橋崇行, 山中智省/編著、『ライトノベル・フロントライン』第2号掲載） 2016年5月
- 「那須正幹・「物語」と「作家性」についての覚え書」（論樹の会/編、『論樹』31号掲載） 2022年3月

### 評論「児童文学から〈未来〉へ」
1. 「「できること」と「できないこと」の境界」 （日本児童文学者協会/編、『日本児童文学』第65巻第1号（2019年1・2月号））掲載）
2. 「『千と千尋の神隠し』もしくはファンタジーの問題」 （日本児童文学者協会/編、『日本児童文学』第65巻第2号（2019年3・4月号））掲載）
3. 「『銀河鉄道の夜』と物語読解の「ルール」」 （日本児童文学者協会/編、『日本児童文学』第65巻第3号（2019年5・6月号））掲載）
4. 「「涼宮ハルヒ」の可能性と限界」 （日本児童文学者協会/編、『日本児童文学』第65巻第4号（2019年7・8月号））掲載）
5. 「岡田淳とファンタジーの可能性」 （日本児童文学者協会/編、『日本児童文学』第65巻第5号（2019年9・10月号））掲載）
6. 「広がっていく「物語」もしくは「読解」の個別性について」 （日本児童文学者協会/編、『日本児童文学』第65巻第6号（2019年11・12月号））掲載）

### コラム、時評など
- 「現代児童文学 Contemporary children's literature」（昭和文学会編集委員会/編、『昭和文学研究』59号掲載） 2009年9月
- 「創作時評 「つながり」を描く〈笹生陽子『家元探偵マスノ君 - 県立桜花高校 ぼっち部』、濱野京子『竜の木の約束』ほか〉」（日本児童文学者協会/編、『日本児童文学』第57巻第2号（2011年3・4月号）掲載）
- 「同人誌評」（坂本京子, 土山優共著、『日本児童文学』第62巻2号（2016年3・4月号）、同巻4号（2016年7・8月号）、同巻6号（2016年11月・12月号）掲載）

### その他
- 「如月かずさインタビュー」（大島丈志, 犬亦保明と共に聞き手、大橋崇行, 山中智省編、青弓社、『ライトノベル・フロントライン2』 掲載） 2016年5月